# Люсин, Владимир Николаевич
Влади́мир Никола́евич Люсин (1918—1992) — Гвардии майор Советской Армии, участник Великой Отечественной войны, Герой Советского Союза (1944).

## Биография
Владимир Люсин родился 27 апреля 1918 года в селе Баран (ныне — Судиславский район Костромской области). После окончания восьми классов школы и школы фабрично-заводского ученичества работал кузнецом на костромском заводе «Рабочий металлист», одновременно с работой занимался в аэроклубе. В ноябре 1938 года Люсин был призван на службу в Рабоче-крестьянскую Красную Армию. В 1940 году он окончил Сталинградское военное авиационное училище лётчиков. С июня 1941 года — на фронтах Великой Отечественной войны.
К маю 1944 года гвардии старший лейтенант Владимир Люсин командовал звеном 85-го гвардейского истребительного авиаполка 6-й гвардейской истребительной авиадивизии 8-й воздушной армии 4-го Украинского фронта. К тому времени он совершил 205 боевых вылетов, в воздушных боях лично сбил 15 вражеских самолётов.
Указом Президиума Верховного Совета СССР от 19 августа 1944 года за «мужество и героизм, проявленные в боевых вылетах, лично сбитые 15 вражеских самолетов» гвардии старший лейтенант Владимир Люсин был удостоен высокого звания Героя Советского Союза с вручением ордена Ленина и медали «Золотая Звезда».
К 9 мая 1945 года заместитель командира эскадрильи 85-го гвардейского ИАП (6-я гвардейская ИАД, 2-й Украинский фронт) гвардии старший лейтенант В. Н. Люсин совершил 294 боевых вылета, провёл 67 воздушных боёв, сбил лично 17 и в составе группы 1 самолётов.
После окончания войны Люсин продолжил службу в Советской Армии. В 1947 году он окончил Высшие лётно-тактические курсы ВВС, в 1955 году — Центральные лётно-тактические курсы усовершенствования офицерского состава. В 1956 году в звании майора Люсин был уволен в запас. Проживал в Костроме. Умер 7 ноября 1992 года.
Был также награждён тремя орденами Красного Знамени, двумя орденами Отечественной войны 1-й степени, орденом Красной Звезды, рядом медалей.